# Глотов Олександр Леонідович

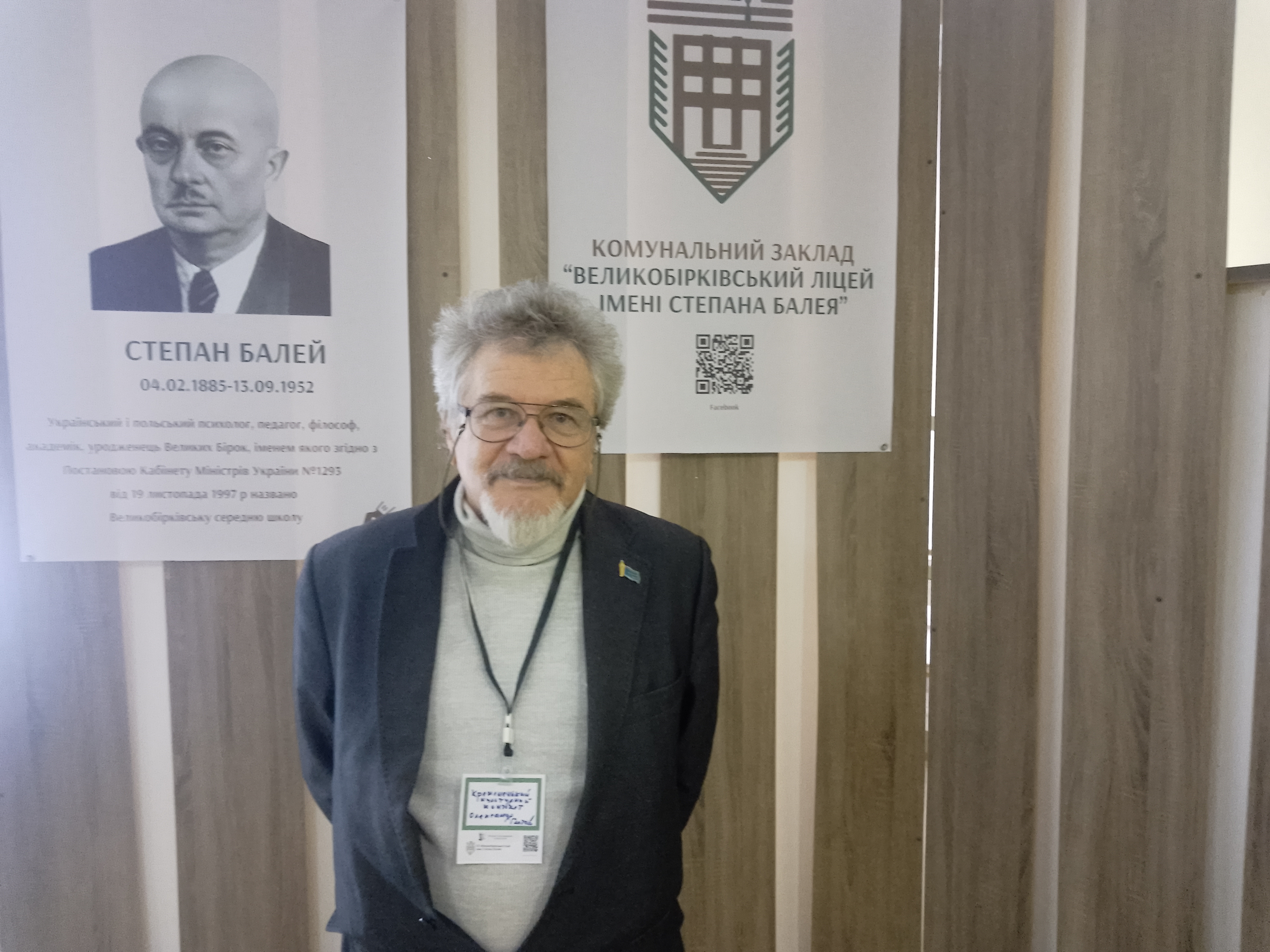
У Великобірківському ліцеї ім. Степана Балея

Олекса́ндр Леонідович Гло́тов (10 листопада 1953, Норильськ, Красноярського краю, СРСР) — український літературознавець і журналіст. Член Національної спілки журналістів України (з 1992 року). Доктор філологічних наук, професор.

## Життєпис
Народився 10 листопада 1953 року в селищі Норильськ (Норильлаг), яке з 1953 року набуло статусу міста. Батьки — Глотов Леонід Юхимович (1932-2012) та Глотова (Куделіна) Капітоліна Костянтинівна (1932-2024) працювали там після закінчення Воркутинського гірничого технікуму.
Середню школу закінчив у місті Червоноград Львівської області. Працював на шахті «4-та Великомостівська» комбінату «Укрзахідвугілля» Львівсько-Волинського вугільного басейну. Служив в Радянській Армії.
У 1979 році з відзнакою закінчив Львівський державний університет імені Івана Франка за спеціальністю «Філолог. Викладач російської мови та літератури». До 1981 року працював вчителем у СШ № 1 міста Сокаль Львівської області, згодом перейшов на посаду асистента кафедри російської літератури Львівського університету. 
У 1985 році закінчив аспірантуру й за розподілом перейшов на посаду асистента кафедри російської літератури Тернопільського державного педагогічного інституту імені Ярослава Галана.
У 1994 році закінчив післядипломне відділення гуманітарного факультету Вищої педагогічної школи імені Тадеуша Котарбінського в місті Зелена Гура (Польща) за спеціальністю «польська філологія».
2015 року в Національному університеті «Острозька академія» здобув ступінь магістра за спеціальністю «журналістика».
Працював також у Тернопільській академії народного господарства, у Тернопільському інституті соціальних та інформаційних технологій, у Тернопільському експериментальному інституті педагогічної освіти, у Білоцерківському національному аграрному університеті, в Академії сухопутних військ імені Гетьмана Сагайдачного, в Національному університеті «Острозька академія». 
Від 2018 року працює в Кременецькій обласній гуманітарно-педагогічній академії імені Тараса Шевченка
1988 року в Одеському державному університеті імені І. І. Мечникова за спеціальністю 10.01.02 «радянська багатонаціональна література» захистив кандидатську дисертацію «Вираження авторської самосвідомості у сучасній російській радянській поезії» (науковий керівник — професор Львівського університету Іван Прокопович Вишневський). У цьому дослідженні до вітчизняної науки про літературу впровадив поняття «авторська самосвідомість» у літературному контексті, а саме: виявлення того, як автор літературних творів усвідомлює себе та свою творчість у власне творах літератури, перш за все — поетичних. 1992 року здобув наукове звання доцента.
У 1997 році в Інституті літератури ім. Т. Г. Шевченка Національної Академії наук України за спеціальністю 10.01.02 — «російська література» захистив докторську дисертацію «Російська література ХХ століття у контексті культової свідомості»  на основі монографії «Иже еси в Марксе». У дослідженні стверджується концепція світоглядної та естетичної вторинності літератури «соціалістичного реалізму» щодо ідеології та текстів християнського канону.
У 2002 році одержав наукове звання професора.
Є багаторічним членом редакційної колегії міжнародного наукового альманаху «Studia methodologica», брав участь у роботі наукових видань «Slavica Tarnopolensia», «Русский язык и литература в учебных заведениях», «Наукові записки Тернопільського національного педагогічного університету імені Володимира Гнатюка. Серія: Літературознавство», «The Peculiarity of Man», «Вестник Волгоградского государственного университета. Серия 8. Литературоведение. Журналистика».
З травня 2024 року заступник головного редактора художньо-аналітичного альманаху «Кременецький культурний контекст».
Нагороджений неурядовою нагородою — знаком «За розбудову освіти».

## Наукові та публіцистичні публікації
Автор наукових та науково-популярних статей у виданнях СРСР, України, Росії, Польщі, Білорусі, Ізраїлю, в електронних виданнях.
Журнал «Русский переплет»:
- Феномен государства с точки зрения дилетанта[11]. — 2010;
- Политическая жизнь современной Украины по законам сцены[12]. — 2011;
- Понять Довлатова[13]. — 2011;
- Даёшь монархическую революцию![14] — 2012;
- А что немцу здорово?[15] — 2012;
- Чем пахнет русский дух? (Русский язык и Украина)[16]. — 2012;
- Двуликий Янус советской литературы. К 150-летию Александра Серафимовича[17]. — 2013;
- Штаны Маяковского[18]. — 2013.

Журнал «Лебедь»:
- Эволюция образа государства в русской литературе[20]. — 2014;
- Украинцы в русской культуре[21]. — 2014;
- Партитура одной песни Высоцкого[22]. — 2014;
- Николай Островский или князь Острожский: кто более матери-Украине ценен?[23] — 2014;
- Великолепная двадцатка[24]. — 2015;
- Литература как приложение к уголовному кодексу[25]. — 2017;
- За что я обожаю литературоведов[26]. — 2017;
- Журналистика в античном мире[27]. — 2018;
- Ровесник Высоцкого (к 80-летию Ал. Дольского)[28]. — 2018;
- Понедельник и лейтенант Шмидт[29]. — 2019.

Журнал «Чайка»:
- «Человек разумный» vs «человек пишущий». Полемические заметки[30]. — 2019.
- Герои наших времён[31]. — 2019.

### Монографії та посібники
- Иже еси в Марксе. Русская литература ХХ века в контексте культового сознания[32]. — Зелена Гура, 1995. — 148 с.;
- Еко Умберто. Як написати дипломну роботу. Гуманітарні науки[33]. — Тернопіль: «Мандрівець», 2007. — 224 с. (редакція перекладу, вступна стаття);
- Круг чтения: век двадцатый. Биобиблиографический справочник по истории русской литературы ХХ века послереволюционного периода[34]. — Тернополь: «Навчальна книга Богдан», 2011—160 с.;
- Християнська мораль та військовий обов'язок: Навчальний посібник. — Львів: АСВ, 2012. — 112 с. (у співавторстві);
- Класика світової літератури: російська література: англійською мовою: нариси: навчальний посібник. — Острог: Видавництво Національного університету «Острозька академія», 2012. — 152 с. (у співавторстві);
- Две эпохи: монография[35]. — Острог, 2015. — 376 с.;
- Филологические очерки[36]. — Острог, 2015 . — 316 с.
- Філологічні нариси. Книга друга[37]. — Тернопіль: Видавництво «Крок», 2020. — 178 с.

### Критика і публіцистика
Друкується у періодиці як літературний критик та публіцист.
- Чехов и Моэм в зеркале постмодернизма[38]. — 22 (журнал), Тель-Авив, № 135;
- Я хочу рассказать вам…о поэте[39]. — Зеркало недели, 30 мая 1997 года;
- Микола Островський чи князь Острозький? Про роль історичних постатей у формуванні зародків державного мислення[40]. — День, 14 листопада 2014 року.
- Ровесник Висоцького[41]. — ZN.UA, 22 червня 2018 року;
- Цилюрник чи палікмахтер: до кого йдемо стригтися?[42]. — Zbruč, 1 вересня 2020;
- «Тьоркін» у Львові[43]. — ZN.UA, 26 грудня 2020.

## Інформація в довідникових виданнях
- Ткачов С., Ханас В. 250 імен на карті Тернопілля: Краєзнавчо-біографічний покажчик. — Т., 1996.
- Тернопільський енциклопедичний словник. — Тернопіль: 2004, т.1. — С.365.
- Енциклопедія сучасної України. — К., 2006, т.6.[44]
- Encyclopedia. Львівський національний університет імені Івана Франка: в 2 т. Т.1: А-К.. — Львів: ЛНУ імені Івана Франка, 2011. — С.350-351.